# Kashite Kudasaiyo
Kashite Kudasaiyo è un singolo di Pikotaro, quarto estratto dall'album PPAP, pubblicato il 17 ottobre 2016.

## Video musicale
Il 21 settembre 2016 è stato pubblicato sul canale YouTube di Pikotaro.

## Tracce
1. Kashite Kudasaiyo – 1:20